# Adoretus compressus
Adoretus compressus är en skalbaggsart som beskrevs av Weber 1801. Adoretus compressus ingår i släktet Adoretus och familjen Rutelidae. Inga underarter finns listade i Catalogue of Life.